# Zheng Bo
Zheng Bo (en chino: 鄭波; 26 de noviembre de 1983) es un deportista chino que compitió en bádminton, en las modalidades de dobles y dobles mixto.
Ganó tres medallas en el Campeonato Mundial de Bádminton entre los años 2003 y 2010. Participó en dos Juegos Olímpicos de Verano, en los años 2004 y 2008, ocupando el quinto lugar en Atenas 2004, en la prueba de dobles.

## Palmarés internacional
| Campeonato Mundial | Campeonato Mundial       | Campeonato Mundial | Campeonato Mundial |
| Año                | Lugar                    | Medalla            | Prueba             |
| ------------------ | ------------------------ | ------------------ | ------------------ |
| 2003               | Birmingham (Reino Unido) | Medalla de bronce  | Dobles             |
| 2007               | Kuala Lumpur (Malasia)   | Medalla de plata   | Dobles mixto       |
| 2010               | París (Francia)          | Medalla de oro     | Dobles mixto       |